# Vaplan
Vaplan is een plaats in de gemeente Krokom in het landschap Jämtland en de provincie Jämtlands län in Zweden. De plaats heeft 259 inwoners (2005) en een oppervlakte van 56 hectare. De plaats ligt aan het meer Alsensjön en de rivier de Faxån, die het Alsensjön met het meer Näldsjön verbindt.